# Beneath the Surface
Beneath the Surface è il sesto album del gruppo acid jazz inglese Incognito, pubblicato nel 1996 dall'etichetta discografica Talkin' Loud Records.

## Tracce
1. Solar Fire (Jean-Paul Maunick) - 2:11
2. Labour of Love (Graham Harvey, Maunick) - 6:46
3. Beneath the Surface (Harvey, Maunick) - 5:42
4. A Shade of Blue (Harvey, Maunick) - 5:45
5. Without You (Harvey, Maunick) - 7:20
6. Misunderstood (Maunick) - 5:05
7. Hold Onto Me (Randy Hope-Taylor, Maunick) - 5:23
8. Living Against the River (Harvey, Maunick) - 4:21
9. She Wears Black (Harvey, Hope-Taylor, Maunick) - 8:46
10. Fountain of Life (Harvey, Maunick) - 5:19
11. Out of the Storm (Harvey, Maunick) - 3:49
12. Dark Side of the Cog (Maunick) - 6:27
13. All That You Want Me to Be (Jay Daniels, Maunick) - 4:22
14. Sunchild (Harvey, Maunick) - 4:16